# Sam Brand
Pour les articles homonymes, voir Brand.
Sam Brand, né le 27 février 1991, à Peel sur l'île de Man, est un coureur cycliste britannique. Il est membre de l'équipe Novo Nordisk.

## Biographie
Sam Brand est diagnostiqué d'un diabète de type 1 à l'âge de dix ans. Durant sa jeunesse, il pratique le football, le cross-country puis le triathlon. Dans cette dernière discipline, il représente à plusieurs reprises la Grande-Bretagne lors de championnats internationaux. 
Il commence à se consacrer au cyclisme en 2016, lorsqu'il intègre la réserve de l'équipe Novo Nordisk. En 2017, il termine notamment dix-neuvième du Tour de Bihor. Il passe ensuite professionnel en 2018 dans la structure professionnelle de Novo Nordisk, après y avoir été stagiaire,. Lors de sa première saison, il obtient pour meilleur classement une vingt-neuvième place sur le Tour de Hainan. Il participe également aux Jeux du Commonwealth où il se classe vingt-deuxième du contre-la-montre, sous les couleurs de l'île de Man. 
En 2019, il se classe deuxième du classement de la montagne du Tour d'Estonie et seizième du Tour du lac Taihu. En mars 2024, il est échappé sur la Roue tourangelle.

## Palmarès
- 2025
  - 3e du James Berry Tour of The Middle